# Grupo quociente
Em matemática, o grupo quociente G/N pode ser entendido, de forma intuitiva, ao se considerar em um grupo G e um seu subconjunto N como se os elementos de N fossem igualados ao elemento neutro.
Mais precisamente, seja N um subconjunto do grupo G. Então o grupo quociente G/N é um grupo de subconjuntos de G, sendo N o elemento neutro deste grupo, satisfazendo:
{\displaystyle x,y\in G,X,Y\in G/N,x\in X,y\in Y\implies xy\in XY\,}
Prova-se que a condição necessária e suficiente para que esta operação seja bem-definida e torne G/N um grupo é que N seja um subgrupo normal de G.

## Exemplos

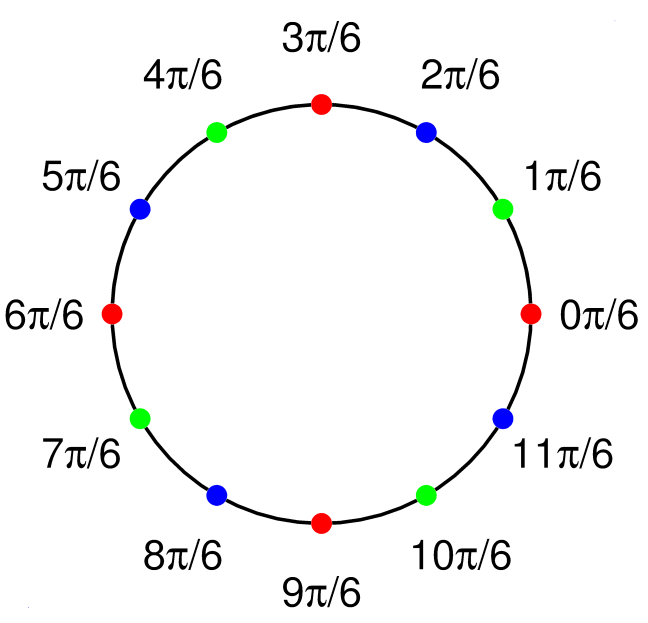
pode ser visto como um subgrupo normal de, cujas classes laterais (denotadas com cores distintas) formam um grupo cíclico com 3 elementos.

- O conjunto {\displaystyle n\mathbb {Z} } dos múltiplos de um número inteiro positivo n é um subgrupo normal de {\displaystyle \mathbb {Z} } e {\displaystyle \mathbb {Z} /n\mathbb {Z} } é o grupo cíclico com n elementos.
- Se n divide m, então {\displaystyle \mathbb {Z} _{n}} pode ser visto como um subgrupo normal de {\displaystyle \mathbb {Z} _{m}} e {\displaystyle \mathbb {Z} _{m}/\mathbb {Z} _{n}} é isomorfo a {\displaystyle \mathbb {Z} _{m/n}}.
- {\displaystyle \mathbb {Z} } é um subgrupo normal de {\displaystyle \mathbb {R} } e {\displaystyle \mathbb {R} /\mathbb {Z} } é isomorfo ao grupo circular {\displaystyle \mathbb {S} ^{1}}.
- Seja {\displaystyle S_{n}\,} o grupo das permutações de um conjunto de n elementos, e {\displaystyle A_{n}\,} o subgrupo normal das permutações pares. Então {\displaystyle S_{n}/A_{n}\,} é isomorfo a {\displaystyle \mathbb {Z} _{2}}.